# Libro de Tang
El Libro de Tang (en chino tradicional, 唐書; en chino simplificado, 唐书; pinyin, Tángshū; Wade-Giles, T'angshu) Jiu Tangshu o el Viejo Libro de Tang (舊唐書/旧唐书) es el primer trabajo clásico acerca de la Dinastía Tang.

## Descripción
El libro comienza cuando Gaozu de la dinastía Jin posterior ordenó su comienzo en el 941. Su editor jefe, Liu Xu (劉昫), el ministro jefe y director de Historia Nacional, la redactó en los últimos años de su vida, y lo presentó al emperador Chudi en 945.
Es una recopilación de anales anteriores, ahora perdidos;incorpora además otras monografías y biografías, utilizando como fuentes (por ejemplo) el Tongdian de Du You.
Después de esto fue revisado durante la dinastía Song en el Xin Tangshu o el Nuevo libro de Tang , el trabajo de Liu Xu siguió siendo preservado como el Libro Antiguo de Tang. Ha sido canonizado en las Veinticuatro Historias.